# Groene baviaan
De groene baviaan of anubisbaviaan, Papio anubis, is een baviaan uit de familie der apen van de Oude Wereld (Cercopithecidae). Hij dankt zijn naam aan Anubis, de oude Egyptische god met de jakhalskop. De groene baviaan heeft namelijk een neus die doet denken aan die van een hond.

## Uiterlijke kenmerken
De groene baviaan is een grote, sterke apensoort met een grote kop en een lange snuit, kleine ronde oren en kleine, dicht bij elkaar staande ogen onder een uitstekende wenkbrauwboog. De vacht is grijzig olijfgroen van kleur, waartussen zwarte haren zitten. Het naakte gezicht is donkergrijs tot zwartbruin van kleur. Doordat enkele staartbeenderen aan elkaar zijn gegroeid, zit er een knik in de staart. Hierdoor lijkt het alsof de staart gebroken is. De hoektanden zijn zeer lang. De groene baviaan heeft een kop-romplengte van 50 tot 114 centimeter en een staartlengte van 45 tot 71 centimeter. 
Mannetjes worden groter dan vrouwtjes: mannetjes zijn gemiddeld 100 centimeter lang, met een schouderhoogte van 70 centimeter en een gewicht van 22 tot 50 kilogram, terwijl vrouwtjes gemiddeld 75 centimeter lang zijn, met een schouderhoogte van 55 centimeter en een gewicht van 11 tot 30 kilogram. Ook hebben mannetjes een dikke kap over de nek en schouders, waardoor de oren bijzonder lastig te zien zijn.

## Verspreiding en leefgebied

Verspreidingsgebied van de groene baviaan

Het is de meest algemene bavianensoort met het grootste verspreidingsgebied. Ze leven in savannes, steppen en beboste en rotsachtige streken van Mali en zuidelijk Mauritanië tot Congo-Kinshasa, Soedan, Ethiopië en Tanzania. Geïsoleerde populaties leven in het Tibestigebergte en het Aïr in de Sahara. Hun verspreidingsgebied wordt nog steeds groter.

## Leefwijze
De groene baviaan is een omnivoor, die zowel op de grond als in bomen naar voedsel zoekt. Hij eet vooral gras, knoppen, bladeren en fruit, aangevuld met hars, gom en sprinkhanen en andere insecten, maar hij eet ook kleine gewervelde dieren, van hagedissen tot jonge antilopen, wortels en bloesems. Hij past zijn dieet gemakkelijk aan veranderende situaties aan en eet ook landbouwgewassen. Een troep bavianen kan grote schade aanrichten aan landbouwgebieden en worden in sommige streken als plaagdieren beschouwd.
De groene baviaan leeft in complexe sociale groepen, die uit enkele dieren tot troepen van wel honderdvijftig dieren kunnen bestaan. Een gemiddelde groep heeft ongeveer vijfendertig dieren. De troepen zijn gemengd, waarbij vrouwtjes in de meerderheid zijn, meestal drie keer zoveel vrouwtjes als mannetjes. Mannetjes werken soms samen, waarbij een hiërarchie kan heersen. Soms vormen zich ook samenlevingsverbanden tussen mannetjes en vrouwtjes, maar deze verbanden zijn slechts tijdelijk, en groeien nooit uit tot een permanente harem. Vrouwtjes leven in een familiehiërarchie, waarbij jongen van hogergeplaatste families hoger staan in de hiërarchie dan volwassen dieren uit lagergeplaatste families. De band tussen de dieren wordt versterkt door vlooien. Jonge dieren worden de eerste dagen door de moeder op de buik gedragen, later rijden zij mee op de rug.
's Nachts rust de gehele troep in bomen of op rotsrichels, waar ze relatief veilig zijn voor roofdieren als luipaarden.